# Рапид Сити (Манитоба)
Рапид Сити (енгл. Rapid City) је малена варош у југозападном делу канадске провинције Манитоба и део је географско-статистичке регије Вестман. Насеље лежи на обалама реке Мали Саскачеван на око 30 км северно од града Брандона. Северно од вароши је Минедоса, западно је Риверс, док је на истоку Нипава.
Насеље Ролстонс Колони основано је почетком 70их година 19. века, а 1877. добило је садашње име. Насеље је 1883. добило службени статус вароши.
Према резултатима пописа становништва из 2011. у варошици је живело свега 417 становника у укупно 185 домаћинства, што је за скромних 0,2% више у односу на 416 житеља колико је регистровано приликом пописа 2006. године.
Недалеко од вароши, на Малом Саскачевану је 1961. подигнута брана и створено мање вештачко језеро запремине до 250.000 м³ чије воде су се користиле за водоснабдевање и у рекреативне сврхе.

## Становништво
| 2011. |
| ----- |
| 417   |